# Cassie Scerbo
Cassandra Lynn „Cassie“ Scerbo (* 30. března 1990, Long Island, New York, Spojené státy americké) je americká herečka, zpěvačka a tanečnice. Nejvíce se proslavila rolí Brooke ve filmu Bravo, girls: Hurá do toho! (2007), rolí Lauren Tanner v seriálu Make It or Break It (2009-12) a rolí Novy ve filmu Žralokonádo (2013) a Žraločí tornádo (2015).

## Životopis a kariéra
Narodila se na Long Islandu v New Yorku. Má italské předky. Vyrostla v Parklandu na Floridě, kde hrála fotbal za místní fotbalový klub. Na Floridě žila do doby, než získala roli v seriálu Make It or Break It. Navštěvovala Marjory Stoneman Douglas High School, ale nikdy neodmaturovala. V roce 2006 se zúčastnila konkurzu do hudební skupiny Slumber Party Girls a stala se jednou z pěti členek. V září 2006 skupina moderovala dětský seriál Dance Revolution. Debutové album Dance Revolution bylo vydáno, ale neslavilo úspěch. Seriál byl zrušený po první sérii. V polovině roku 2007 skupina začala pracovat na nové hudbě, ale nakonec se rozpadli. Ten samý rok Cassie podepsala sólo-nahrávací smlouvu s Geffen Records. Její tři originální písničky "Betcha Don't Know", "Sugar and Spice" a "Top Of The World", byly v roce 2008 vydány na iTunes.
V roce 2007 byla obsazena do hlavní role filmu Bravo, girls: Hurá do toho!. Ten samý rok se objevila v pilotní epizodě seriálu stanice Disney Channel Arwin!. Pilot se natáčel na konci roku 2006 a stanice si ho nevybrala do svého vysílacího slotu.
V září 2008 se objevila v komediálním filmu Soccer Mom, po boku Missi Pyle a Emily Osment. O rok později byla obsazena do jedné z hlavních rolí seriálu Make It or Break It stanice ABC Family. Seriál byl zrušený po třech sériích. V dubnu 2010 se objevila v seriálu Kriminálka Miami.
V červnu roku 2011 bylo potvrzeno, že si zahraje hlavní roli v originálním filmu Teen Spirit. Film měl premiéru v srpnu 2011 na stanici ABC Family. V roce 2013 si zahrála ve filmu Žralokonádo barmanku Novu. Roli si zahrála i ve filmovém sequelu Žraločí tornádo 3 (2015).

## Filmografie
| Rok  | Název                         | Role             | Poznámky    |
| ---- | ----------------------------- | ---------------- | ----------- |
| 2005 | Hitters Anonymous             | Mladá Leah       |             |
| 2007 | Bravo, girls: Hurá do toho!   | Brooke           |             |
| 2007 | Natural Born Komics           | Montana          |             |
| 2008 | Soccer Mom                    | Tiffany          |             |
| 2011 | A Holiday Heist               | Kate             |             |
| 2011 | Not Another Not Another Movie | Ursula           |             |
| 2011 | Bench Seat                    | Dívka            | Krátký film |
| 2012 | Music High                    | Candi Piper      |             |
| 2013 | Žralokonádo                   | Nova             |             |
| 2013 | Isolated                      | Ambasadorka míru |             |
| 2015 | My Life as a Dead Girl        | Brittany/Chelsea |             |
| 2015 | Take a Chance                 | Cynthia          |             |
| 2015 | Aporaphobia                   | Faye             |             |

| Rok       | Název                               | Role                   | Poznámky                                   |
| --------- | ----------------------------------- | ---------------------- | ------------------------------------------ |
| 2006      | House Broken                        | Cassie                 | TV film                                    |
| 2006-07   | Dance Revolution                    | Slumber Party Girl     | Hlavní role, 26 dílů                       |
| 2007      | Arwin!                              | Cassie                 | Hlavní role, pilotní díl (seriál nevybrán) |
| 2008      | Mother Goose Parade                 |                        | TV film                                    |
| 2009-12   | Make It or Break It                 | Lauren Tanner          | Hlavní role, 47 dílů                       |
| 2010      | Kriminálka Miami                    | Hilary Swanson         | díl: „Spring Breakdown“                    |
| 2010      | Sym-Bionic Titan                    | Kimmy / Tiffany (hlas) | díl: „Showdown at Sherman High“            |
| 2011      | Teen Spirit                         | Amber Pollock          | TV film                                    |
| 2012      | Nouzové přistání                    | Lindsay                | díl: „Method Man“                          |
| 2012–2015 | Randy Cunningham: 9th Grade Ninja   | Heidi Weinerman (hlas) | 30 dílů                                    |
| 2013      | Damn Sea Vampires!                  | Donna Hunter           | TV Film                                    |
| 2013      | Not Today                           | Audry                  | TV Film                                    |
| 2014      | Tři kluci a nemluvně                | Heather                | díly: „Romancing the Phone“ a „The Bet“    |
| 2014      | Bad Judge                           | Brianna Browley        | díl: „Meteor Shower“                       |
| 2015      | My Life as a Dead Girl              | Brittany               | TV film                                    |
| 2015      | Žraločí tornádo 3                   | Nova Clarke            | TV film                                    |
| 2016      | Mary + Jane                         | Lauren M               | díl: „Noachella“                           |
| 2017      | Small Shots                         | Kristen                | díl: „Over My Head“                        |
| 2017      | The Perfect Soulmate                | Lee Maxson             | TV film                                    |
| 2017      | Žraločí tornádo 5                   | Nova Clarke            | TV film                                    |
| 2017      | Truth or Dare                       | Alex Colshis           | TV film                                    |
| 2018      | The Last Sharknado: It's About Time | Nova Clarke            | TV film                                    |
| 2019      | Grand Hotel                         | Vanessa                | vedlejší role, 3 díly                      |

### Alba
- Dance Revolution (2006)